# Kafarnaum (film)
Kafarnaum (arab. کفرناحوم) – libańsko-francusko-amerykański dramat filmowy z 2018 roku w reżyserii Nadine Labaki. Obraz zdobył m.in. Nagrodę Jury na 71. MFF w Cannes oraz nominację do Oscara oraz Złotego Globu w kategorii najlepszy film obcojęzyczny.

## Fabuła
Film przedstawia historię dwunastoletniego Zaina, który żyje w skrajnej biedzie w slumsach współczesnego Bejrutu. W akcie desperacji chłopiec wytacza proces swoim rodzicom za to, że go spłodzili i tym samym skazali na życie w nieludzkich warunkach. Inspiracją dla Kafarnaum były losy dzieci żyjących w skrajnym ubóstwie, które Labaki widywała w Libanie.

## Obsada
W Kafarnaum grają amatorzy, których losy często przypominają losy portretowanych przez nich postaci. Główną rolę gra Syryjczyk Zain Al Rafeea, którego rodzina uciekła przed wojną do Libanu; jego imieniem nazwała reżyserka głównego bohatera filmu. Tak jak filmowy Zain, Syryjczyk żył w skrajnej nędzy i był niepiśmienny, jednak dzięki popularności filmu udało się jego rodzinie legalnie wyemigrować do Norwegii. Postać nielegalnie pracującej Etiopki gra Yordanos Shiferaw, którą w trakcie kręcenia filmu zatrzymano w więzieniu za nielegalną pracę.

## Odbiór
Film miał swoją premierę w konkursie głównym na 71. MFF w Cannes. Premierowy pokaz zakończył się piętnastominutową owacją na stojąco, a obraz otrzymał Nagrodę Jury. Film zdobył także nominację do Oscara dla najlepszego filmu nieanglojęzycznego, Złotego Globu za najlepszy film nieanglojęzyczny i nagrody BAFTA; za każdym razem przegrał z Romą w reżyserii Alfonso Cuaróna. Kafarnaum znalazło się na liście najlepszych filmów roku 2018 dziennika "The New York Times".